# Turbotrain

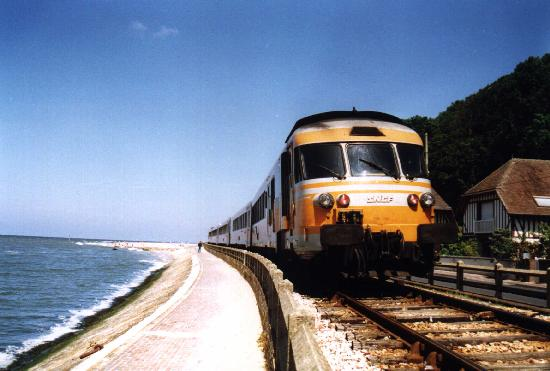
Turbotrain

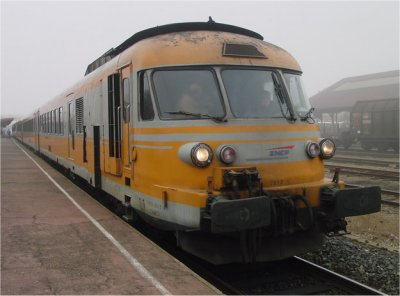
Turbotrain

A Turbotrain egy nagysebességű francia gázturbinás motorvonat sorozat volt.

## Története
A sorozat Franciaországban született meg 1967-ben az SNCF távolsági személyszállítás igényére. A sorozatnak 4 tagja volt, melyek fejlődése végül is a TGV kifejlesztését segítette elő.
- A kísérleti Turbotrain TGS: A tesztek 1967. április 25-én kezdődtek. A TGS 252 km/h sebességet ért el 1971. október 15-én.
- Első Turbotrain sorozat: az ETG (Elément à Turbine à Gaz), négyrészes változat 188 ülőhelye, egy dízelmotorja és egy gázturbina-motorja volt. Az ETG 1971-ben állt szolgálatba a Párizs-Caen-Cherbourg útvonalon.
- Második Turbotrain sorozat: az RTG (Rame à Turbine à Gaz) hidraulikus hajtással. A vonatnak az öt kocsiban 280 ülése volt. 1972 és 1976 között mutatták be. Összesen 40 szerelvény készült. A vonat kettő 820 kW gázturbinával rendelkezett, legnagyobb sebessége 160 kilométer/h. Az RTG 1973-ban lépett szolgálatba a Strasbourg - Lyon és Lyon - Nantes vonalon. Később, 1975-ben a Párizs-Caen-Cherbourg és Párizs-Deauville-Dives-Cabourg vonalon közlekedett.
- Kísérleti Turbotrain TGV 001: A vonat a 318 km/h sebességével 1972. december 8-án sebességi világrekordot állított fel, mint a világ leggyorsabb gázturbinás vonata.

Az 1996-os  Párizs - Caen - Cherbourg vonal villamosítása miatt a sorozat átkerült a Lyon-Bordeaux vonalra 2005-ig.